# Ouragan Fiona
Pour les articles homonymes, voir Cyclone tropical Fiona.
L’ouragan Fiona est un cyclone tropical puissant et de longue durée qui a causé des dégâts considérables sur la Guadeloupe, Porto Rico et les provinces de l'Atlantique du Canada. Sixième tempête nommée, troisième ouragan et premier ouragan majeur de la saison des ouragans de l'Atlantique 2022, Fiona s'est développée à partir d'une onde tropicale qui a émergé d'Afrique de l'Ouest, avant de se transformer en une dépression tropicale à l'est des Petites Antilles le 14 septembre. Le 16 septembre, elle touche la Guadeloupe à son entrée dans la mer des Caraïbes puis se transforme en ouragan à l'approche de Porto Rico deux jours plus tard. L'ouragan touche terre en République dominicaine peu de temps après, puis se renforce pour devenir le premier ouragan majeur de la saison et atteint le statut de catégorie 4 le 21 septembre, tout en accélérant vers le nord. L'ouragan atteint des vents soutenus de pointe de 220 km/h et une pression minimale de 931 hPa. Poursuivant vers l'Est du Canada, l'ouragan a graduellement faibli sur les eaux plus froides et est devenu post-tropical juste au sud de la Nouvelle-Écosse, toujours à l'équivalent d'un ouragan de catégorie 2. Par la suite, il a frappé le Cap-Breton, traversé le golfe du Saint-Laurent et le Labrador le 24, finissant sa vie dans la mer du Labrador.
Première île touchée par la tempête, la Guadeloupe a reçu des précipitations quasi record sur le territoire français, laissant 40 % de la population sans eau pendant quelques jours. À Porto Rico, les pires inondations depuis Maria en 2017 ont été ressenties dans tout le territoire et une panne d'électricité à l'échelle de l'île s'est produite. Un tiers de la population du territoire américain s'est retrouvée sans eau et au moins seize personnes y sont mortes. En République dominicaine et aux Îles Turks-et-Caïcos, de fortes pluies et des inondations ont frappé les îles, accompagnées de vents violents. Fiona est également la tempête la plus intense à jamais toucher le Canada d'après la pression atmosphérique. Lors de la 45e session annuelle du 29 mars 2023, le comité des cyclones tropicaux de l'Organisation météorologique mondiale (OMM) a définitivement retiré le prénom Fiona des listes futures à cause des dégâts causés.

## Évolution météorologique

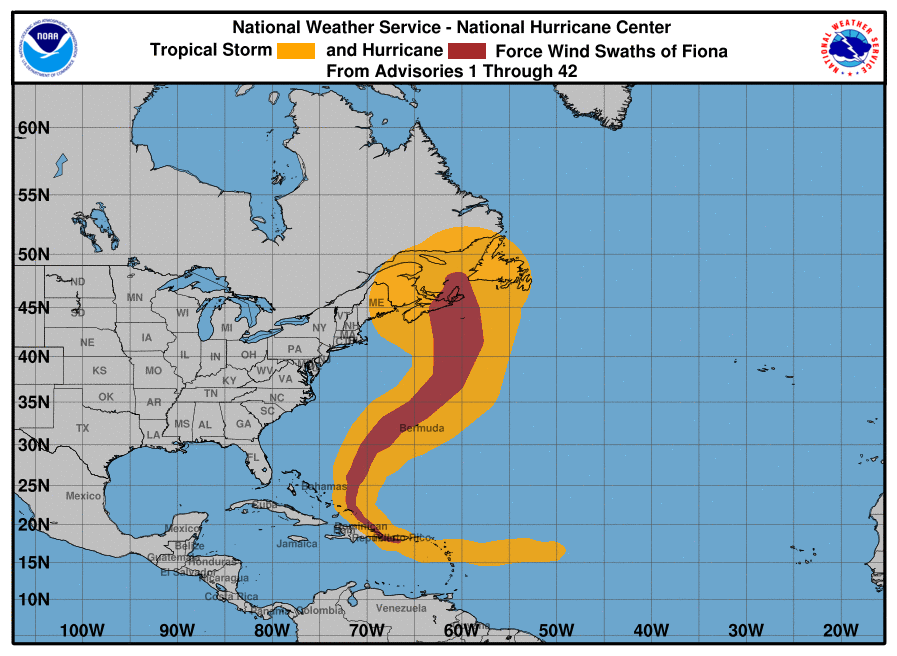
Largeur du corridor de vent de tempête (orange) et d'ouragan (rouge).

Tôt le 12 septembre, le National Hurricane Center a commencé à surveiller une onde tropicale sur l'Atlantique tropical central. Bien que l'environnement n'était que marginalement favorable au développement, la convection s'est concentrée et a commencé à s'organiser le lendemain. Le 14 septembre à 15 h UTC, le premier bulletin fut émis pour la dépression tropical Sept située à 1 300 km à l'est des Petites Antilles. À 1 h 45 UTC le 15, le système est reclassé tempête tropicale Fiona et les premières veilles ou alertes cycloniques sont émises pour les îles du nord de l'arc antillais peu après.

### Passage dans les Antilles

Boucle du radar météorologique lors de l'approche de Fiona de Porto Rico.

À cause d'un cisaillement important du vent en altitude et une injection d'air sec, les nuages associés à Fiona étaient décalés dans son quadrant Est ce qui a inhibé son intensification. Vers 0 h UTC le 17, le centre de la tempête est passée juste au nord de la Guadeloupe débouchant sur le nord de la mer des Caraïbes dans un mouvement vers l'ouest à 24 km/h. Durant les 24 heures suivantes, le cisaillement a diminué permettant une meilleure répartition des nuages autour du centre de surface et une bande allongée de convection profonde l'enveloppant a été détectée par le radar météorologique NEXRAD de San Juan (Porto Rico).
Après avoir ralenti et tourné vers l'ouest-nord-ouest, Fiona a été reclassé ouragan de catégorie 1 à 15 h UTC le 18 septembre à 80 km au sud de Ponce (Porto Rico). Le NHC a pris cette décision à la suite des observations des avions de reconnaissance de l'Air Force et de la NOAA ainsi que par les vitesses radiales notées au radar de San Juan. Après avoir ralenti et tourné vers l'ouest-nord-ouest, Fiona a été reclassé ouragan de catégorie 1 à 15 h UTC le 18 septembre à 80 km au sud de Ponce (Porto Rico). À 19 h 20 UTC, le centre de l'ouragan a touché brièvement la côte sud-ouest de Porto Rico près de Punta Tocon avec une pression centrale de 986 hPa et des vents soutenus de 140 km/h.
L'ouragan a ensuite rapidement débouché dans le canal de la Mona, entre Porto Rico et la République dominicaine, avant de toucher la côte de cette dernière au sud de Punta Cana  près de Boca de Yuma à 7 h 30 UTC le 19. Le système est ressorti sur l'Atlantique entre 15 et 18 h UTC dans la région de la péninsule de Samaná. À 21 h UTC, le NHC a rehaussé Fiona à la catégorie 2.
Grâce à la chaude température de surface de la mer, le système poursuivit son développement malgré un cisaillement modéré des vents en altitude. À 6 h UTC le 20, Fiona est reclassé premier ouragan majeur (catégorie 3) de la saison 2022 alors qu'il était à 70 km au sud-sud-est de l'ile de Grand Turk. L'ouragan a traversé cette île quelques heures plus tard en direction du nord-nord-ouest avant de virer vers le nord.

### Vers les Bermudes

Passage près des Bermudes.

À 6 h UTC le 21, l'ouragan est passé à la catégorie 4 à 170 km nord des îles Caïcos, en direction des Bermudes, avec des vents soutenus de 220 km/h et des rafales plus fortes. Le NHC décrivait Fiona comme impressionnante sur les images satellites, avec un œil de 20 milles marins (37 km) de diamètre au centre d'une couverture nuageuse centrale dense très froid.
À 3 h UTC le 23, Fiona était à 315 km à l'ouest de l'archipel, toujours à la catégorie 4, mais en accélération vers le nord-nord-est à 33 km/h. Selon le NHC, les vents de force ouragan s'étendaient jusqu'à 185 km du système et ceux de force de tempête tropicale jusqu'à 445 km. Le système s'est approché à 200 km à 12 h UTC, retombant à la catégorie 3 momentanément, avant de s'éloigner vers le nord. À 15 h UTC, Fiona avait repris la catégorie 4.

### Vers l'Est du Canada

L'ex-Fiona touchant terre dans l'Est du Canada.

Se déplaçant rapidement vers le nord, Fiona est entrée en interaction avec un creux frontal provenant de la côte Est américaine. À 3 h UTC le 24, Fiona est devenu un cyclone post-tropical à 220 km à l'est d'Halifax (Nouvelle-Écosse) conservant cependant des vents soutenus de 165 km/h, équivalents à un ouragan de catégorie 2. Les images satellites montraient que ses nuages avaient pris la forme caractéristique d'une virgule avec fronts. Les données des avions de reconnaissance indiquaient que les vents maximaux s'étendaient sur un rayon de 160 km ou plus et que la pression centrale étaient de 933 hPa.
Vers 7 h UTC, le centre de l'ex-Fiona a touché la côte sur la comté de Canseau en Nouvelle-Écosse. Les observations de surface indiquent que la pression minimum à ce moment était proche de 932 hPa. Son déplacement a ralenti et le système a touché le Cap-Breton, puis est entré dans le golfe du Saint-Laurent toujours très intense. À 21 h UTC, le système était rendu entre l'île d’Anticosti et Port-aux-Basques dans le nord du golfe et son intensité avait diminué sous le seuil de vents d'ouragan. Il se dirigeant à seulement 13 km/h vers le détroit de Belle Isle et la Basse-Côte-Nord.
Après avoir touché la côte près de Blanc-Sablon la nuit du 24 au 25, il a traversé l'est du Labrador et s'est retrouvé dans la mer du Labrador où il s'est dirigé vers le Groenland. La dépression s'est dissipée sur la côte ouest de ce dernier le 27 septembre.

## Préparatifs
Dès le premier bulletin du National Hurricane Center à propos de Fiona, des veilles de tempête tropicale ont été émises pour les îles de Saba, Saint-Eustache, Saint-Martin, Antigua-et-Barbuda, Saint-Kitts-et-Nevis, Montserrat et Anguilla. Elles furent rehaussées à avertissement un peu plus tard, étant étendues au sud jusqu'à la Guadeloupe et Saint-Barthélemy. Alors que Fiona se déplaçait vers l'ouest, des veilles de tempête tropicale puis des avertissements ont été émis pour Porto Rico, les îles Vierges américaines et britanniques, ainsi que l'Est de la République dominicaine.
Le 17, les bulletins pour Porto Rico et la République dominicaine sont devenus des avertissements d'ouragan. Le lendemain, c'était au tour des îles Turks-et-Caïcos du sud-est des Bahamas. Le 20 septembre en soirée, le gouvernement des Bermudes a émis une veille de tempête tropicale, puis d'ouragan. La veille est devenue un avertissement le lendemain soir et le gouvernement de ce pays a ouvert un centre de soins d'urgence, annoncé que les écoles publiques seraient fermées le 23 septembre, que les services publics comme les bus et les traversiers seraient suspendus, que l'horaire des vols a été modifié, etc..
Le 22 septembre, le Centre canadien de prévision des ouragans du Service météorologique du Canada a émis ses premières veilles d'ouragan pour les provinces de l'Atlantique et l'Est du Québec. Les services publics comme Nova Scotia Power et Hydro-Québec ont indiqué qu’elles ouvriraient leurs centres des opérations d’urgence dès le 23 afin de coordonner les équipes sur le terrain. Des équipes supplémentaires sont envoyées au Cap-Breton et aux Îles-de-la-Madeleine qui devaient être particulièrement touchés par la tempête. Les entreprises de télécommunication Bell Canada, Telus et Rogers Communications ont déployé des équipes locales pour effectuer des réparations au besoin. En Nouvelle-Écosse et à l'Île-du-Prince-Édouard, les parcs provinciaux furent fermés, Via Rail a annoncé l'annulation de son trajet entre Halifax et Montréal. L'horaire des traversiers fut modifié et des restrictions en raison des vents au pont de la Confédération étaient prévues. Des abris temporaires pour les sans-abris furent ouverts à certains endroits.
Le 23, les veilles sont devenues des avertissements dans l'Est du Canada, les météorologues mentionnant que les effets pourraient dépasser ceux des ouragans Juan en 2003 et Dorian en 2019. Les autorités provinciales et municipales avisèrent les résidents d'être prêts à vivre sans électricité pendant 72 heures, de ranger tout objet extérieur pouvant s’envoler, rappelèrent de prendre des précautions lors de l’utilisation de génératrices et d'instruments de cuisson au propane car cela pouvaient causer des intoxications au monoxyde de carbone.

## Conséquences
| Région                  | Morts directs | Dommages (milliards $US de 2022) | Source |
| ----------------------- | ------------- | -------------------------------- | ------ |
| Guadeloupe              | 1             | NC                               | [ 30 ] |
| Porto Rico              | 25            | 2                                | ,      |
| République dominicaine  | 2             | 0,375                            | ,      |
| Îles Turques-et-Caïques | 0             | NC                               |        |
| Bermudes                | 0             | NC                               |        |
| Canada                  | 3             | 0,7                              | ,      |
| Totaux                  | 31            | >3                               | [ 39 ] |

### Petites Antilles
| Rang | Évènement cyclonique | Année | Précipitations (en mm) | Localisation              | Réf.   |
| ---- | -------------------- | ----- | ---------------------- | ------------------------- | ------ |
| 1    | Luis                 | 1995  | 582                    | Dent de l'est (Soufrière) |        |
| 2    | Fiona                | 2022  | 534                    | Saint-Claude              | [ 40 ] |
| 3    | Marilyn              | 1995  | 508                    | Saint-Claude              | [ 41 ] |
| 4    | Lenny                | 1999  | 466                    | Gendarmerie               | [ 42 ] |
| 5    | Hugo                 | 1989  | 389                    |                           |        |
| 6    | Hortense             | 1996  | 318                    | Maison du Volcan          |        |
| 7    | Jeanne               | 2004  | 300                    |                           |        |
| 8    | Cleo                 | 1964  | 223                    | Deshaies                  | [ 41 ] |
| 9    | Erika                | 2009  | 200                    |                           | [ 43 ] |
| 10   | Earl                 | 2010  | 165                    | Sainte-Rose               | [ 44 ] |

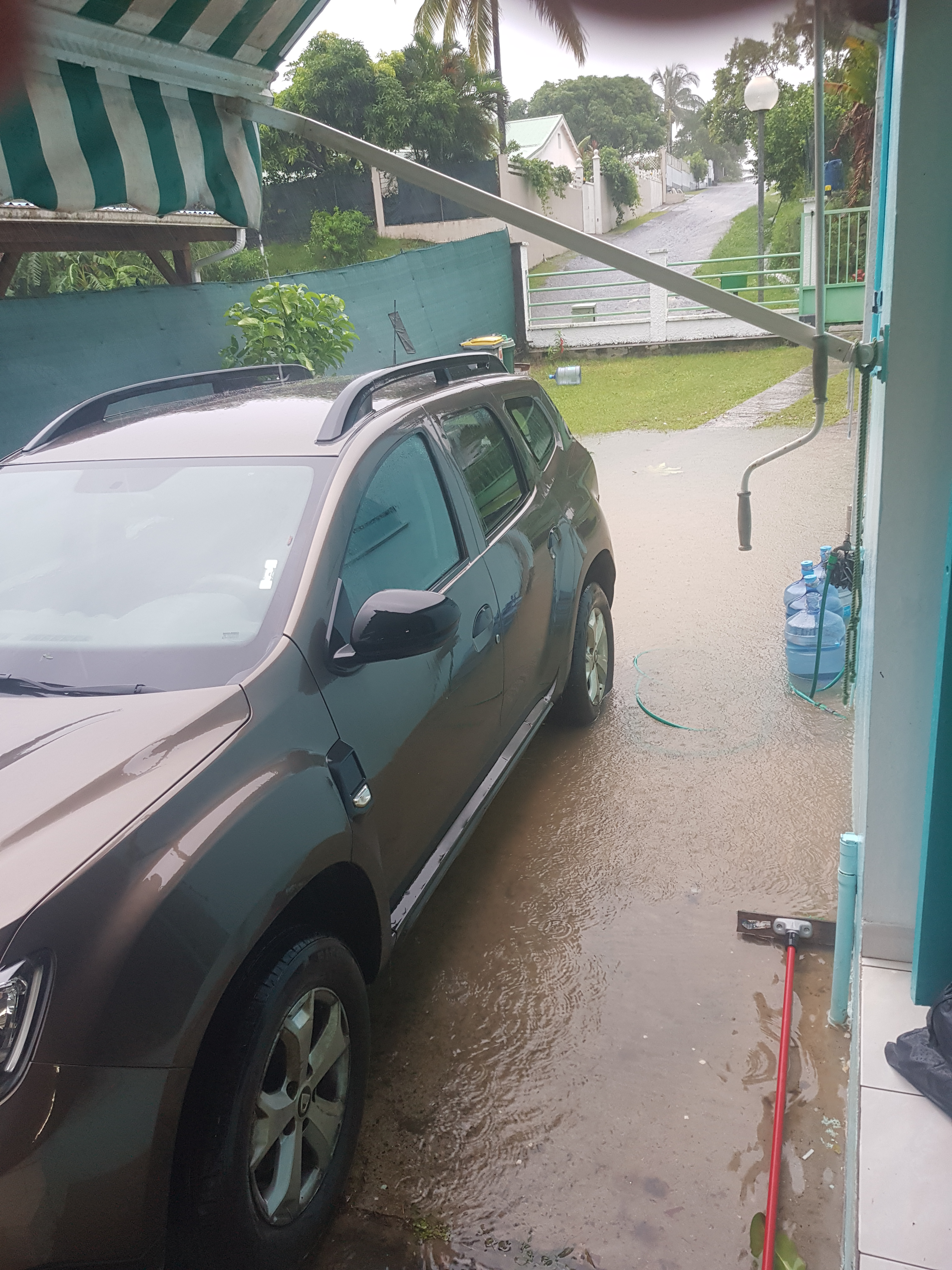
La tempête tropicale Fiona photographiée à Sainte-Rose (Guadeloupe)

Durant la nuit du 16 au 17, la Guadeloupe a reçu de grandes quantités de pluie à un taux de plus de 150 mm en une heure par endroits et des totaux atteignant jusqu'à 534 mm à Saint-Claude,,. La houle cyclonique atteignit 2 à 4 mètres et les rafales ont dépassé les 60 km/h avec un pic de 98 km/h à l'Anse-Bertrand. Une personne est morte lorsque sa maison a été emportée dans les inondations à Rivière des Pères, un quartier de Basse-Terre. Les pompiers ont effectué 130 interventions et 23 personnes ont été secourues.
À Saint-Martin, les pluies, le vent et la foudre au passage de Fiona n'ont provoqué que quelques coupures de courant dans certains quartiers. Les autorités ne rapportèrent aucune intervention, ni dégât humain ou matériel, seulement des inondations locales sur certaines portions de route.

### Porto Rico

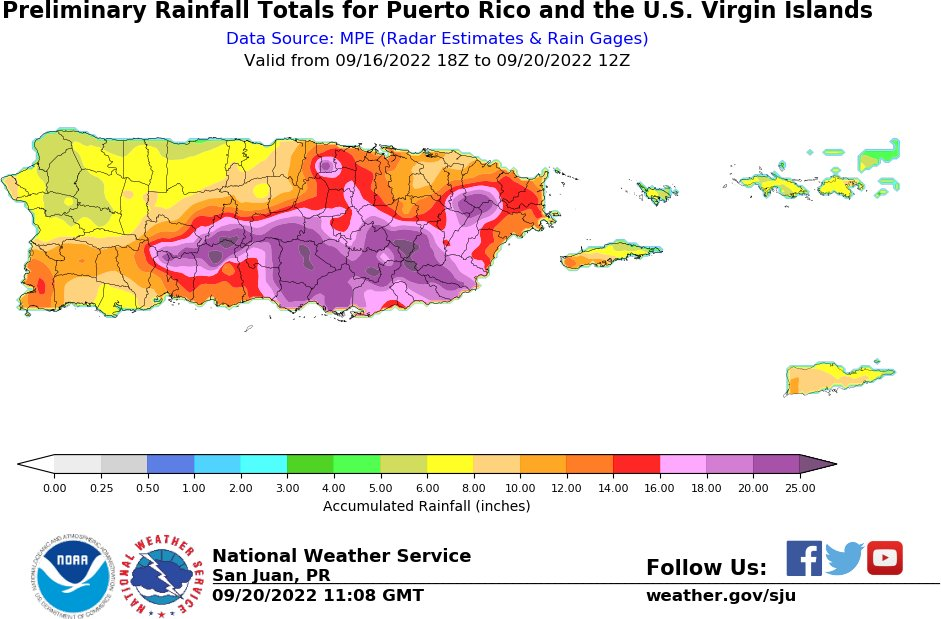
Accumulation de pluie avec Fiona à Porto Rico (1 pouce= 25.4 mm).

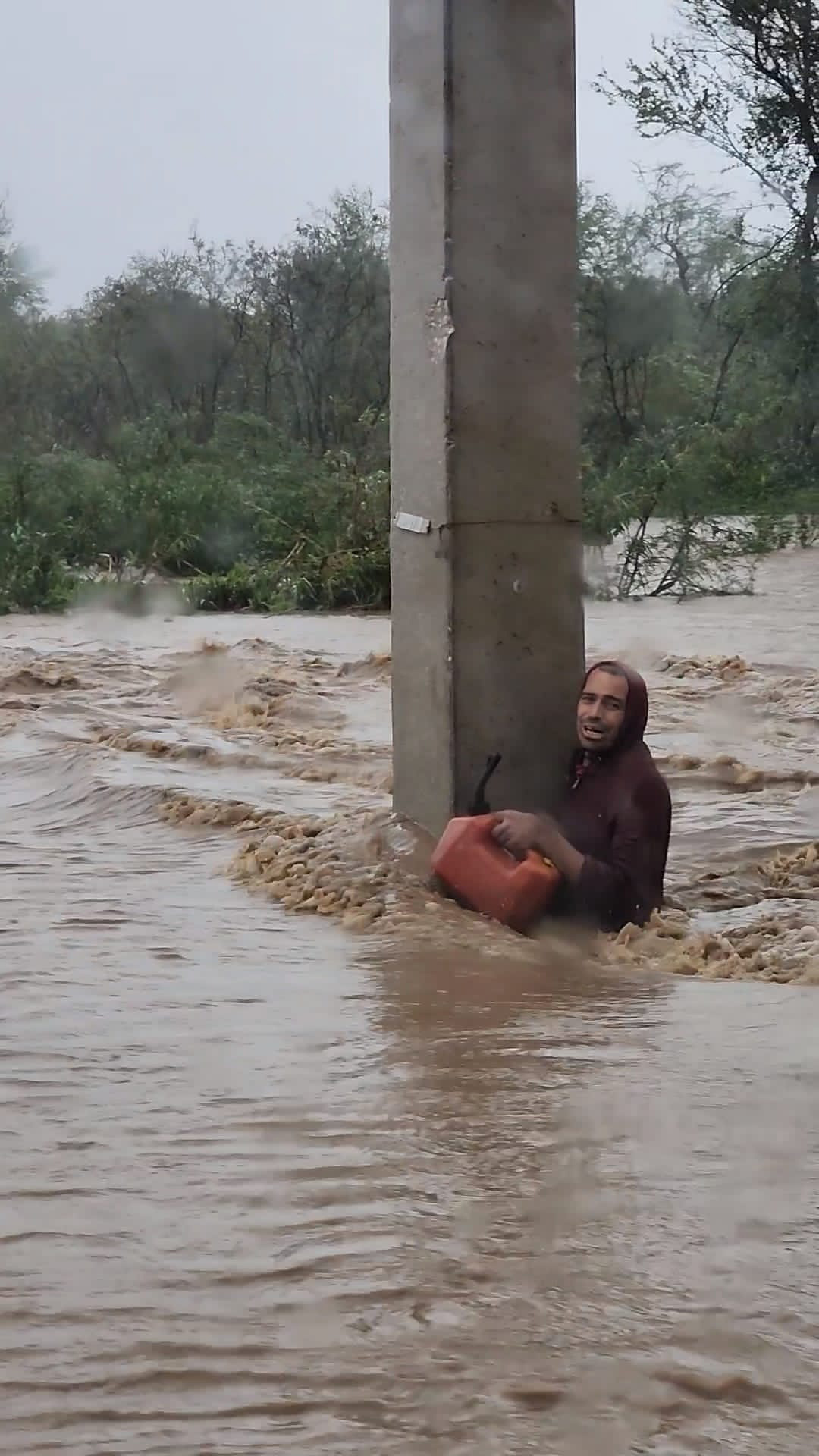
Homme pris dans la crue à Porto Rico.

Le 18 septembre, l'ouragan Fiona a causé une panne de courant dans tout Porto Rico. Les vents ont couvert toute l'île, apportant de fortes pluies. Le réseau de l'île était fragile, toujours en reconstruction après le passage des ouragans Maria et Maria de 2017. Jusqu'à 560 mm de pluie sont tombés dans certaines régions avec la tempête ce qui provoqué de graves inondations et des glissements de terrain selon les autorités. Un pluviomètre près de Ponce a même mesuré une accumulation de 796 mm et les rafales maximales sur l'île ont atteint 165 km/h,.
Tous les vols à destination et en provenance de l'aéroport international Luis Muñoz Marín ont été annulés. Les routes ont été dénudées en raison des pluies torrentielles de Fiona, les toits des maisons ont été arrachés et au moins un pont a été complètement emporté. Un million de personnes, soit environ 33 % de la population, se sont retrouvées sans eau potable. Le même jour, les effets des pluies massives de Fiona ont coupé toute l'électricité de l'île. Deux jours après la tempête, moins de 10 % des clients avaient retrouvé le courant. Une jauge près de Ponce a mesuré 796 mm de pluie, tandis que les vents soufflaient jusqu'à 165 km/h. De nombreux glissements de terrain ont été enregistrés dans toute l'île.
Les glissements de terrain ont endommagé des routes et un pont à Utuado, au centre de l'île, a été emporté par une rivière en crue. Les ports ont été fermés et tous les vols de l'aéroport principal annulés. Les vents ont arraché des toits alors que les eaux ont miné les routes et envahi les maisons.
Au moins 25 décès à Porto Rico ont été attribués à l'ouragan,. Les dégâts matériels s'élèvent à plus de 2 milliards $US, dont environ 100 millions de dollars en agriculture,.

### République dominicaine
L'œil de l'ouragan Fiona a touché terre le long de la côte de la République dominicaine près de Boca de Yuma le 19 septembre. C'est le premier ouragan à atteindre le pays depuis 18 ans. c'est le premier ouragan dont le centre a traversé directement le pays depuis l'ouragan Jeanne en 2004, bien que d'autres ont eu des effets durant cette période. L'aéroport international de Punta Cana a signalé un vent soutenu de 81 km/h et une rafale de 128 km/h lorsque Fiona a touché la côte. Des accumulations totales de pluie entre 200 et 410 mm ont été signalées. Des précipitations totales de 200 à 410 mm ont inondé le pays,.
Les autorités ont fermé les ports et les plages et demandé à la plupart des gens de ne pas aller travailler. Près de 800 personnes ont été évacuées vers des endroits plus sûrs et plus de 700 se trouvaient dans des abris, ont indiqué des responsables. L'ouragan a bloqué plusieurs routes et une jetée touristique dans la ville de Miches (El Seibo) a été gravement endommagée par de hautes vagues. Quatre aéroports internationaux ont été fermés, ont indiqué des responsables.
Plus d'un million de clients se sont retrouvées sans eau courante, 59 aqueducs étant hors service et plusieurs autres ne fonctionnant que partiellement, et des dizaines de maisons ont été détruites. Le courant électrique a aussi été coupé dans 10 districts. Environ 350 000 se sont retrouvés ainsi sans électricité dans le pays après le passage de Fiona,.
Les autorités signalent 2 décès lors du passage de Fiona et 600 maisons ont été détruites,. Le président Abinader a déclaré que les dommages causés par la tempête dépassaient 20 milliards de pesos dominicains (375 millions de dollars américains).

### Îles Turks-et-Caïcos
L'œil de Fiona traverse Grand Turk, affectant gravement les télécommunications de l'archipel. Bien que les vents les plus forts aient été du côté Est de l'ouragan, loin des îles principales, une station météorologique non officielle de South Caicos a signalé des vents soutenus de 77 mi/h (124 km/h) avec des rafales à 98 mi/h (158 km/h).
Au moins 40 % du territoire s'est retrouvé sans électricité, avec des pannes totales signalées à North Caicos, Middle Caicos, South Caicos, Grand Turk et Salt Cay. Malgré cela, les dégâts dans l'archipel ont été modérés, aucun décès n'ayant été signalé.

### Bermudes
Malgré le passage à l'ouest de l'île, la grande taille de Fiona a produit des vents soutenus de force tempête tropicale et des rafales de vent de force ouragan au-dessus des Bermudes. Les stations météorologiques de l'archipel ont signalé de vents soutenus de 50 nœuds (93 km/h) à 75 nœuds (139 km/h) avec des rafales proches de 90 nœuds (167 km/h). L'analyse des vagues a montré qu'elles ont atteint près 10 m en mer.
Au moins 80 % de l'île a subi des coupures de courant, soit 26 450 clients de la compagnie d'électricité Belco. Le matin du 23 septembre, le ministre de la Sécurité nationale a déclaré que les dégâts semblaient minimes mais que l'étendue totale des dommages ne serait pas connue tant que les équipes d'urgence ne pourraient pas sortir sur le terrains,.
Au moins deux personnes ont été transportées à l'hôpital mais la gravité de leurs blessures n'était pas connue.

### Canada
Fiona est possiblement la tempête ayant eu la plus basse pression centrale jamais rapportée au Canada à 931,6 hPa,. Des rafales jusqu'à 179 km/h à Arisaig en Nouvelle-Écosse et 177 km/h à Wreckhouse à Terre-Neuve ont été enregistrées. Les vents ont renversé et déraciné des centaines d'arbres en Nouvelle-Écosse, depuis Halifax vers l'est, ainsi que dans la majeure partie du sud-est du Nouveau-Brunswick, la majeure partie de l'Île-du-Prince-Édouard et certaines parties de Terre-Neuve. Selon le Service météorologique du Canada, il y a eu près de 200 millimètres de pluie dans certaines parties de la Nouvelle-Écosse et jusqu'à 150 mm dans certaines parties du Nouveau-Brunswick. À Charlottetown, la capitale de l'Île-du-prince-Édouard, ce fut 80 mm et à Wreckhouse, à Terre-Neuve, les accumulations ont atteint 77 mm.
À la fin septembre, selon le ministère fédéral des Pêches, 5 des 180 ports des provinces de l'Atlantique n'étaient plus opérationnels, 99 autres ports fonctionnaient partiellement et 20 autres ports allait subir une évaluation plus approfondie. Cela représente plus de la moitié des ports de la région qui ont été endommagés par les vents et l'onde de tempête de Fiona.
Une personne a été emportée par les flots à Terre-Neuve le 24 septembre, alors qu'une autre a été rescapée,. Le décès de la première a été confirmé le 25 septembre et un autre décès a été rapporté à l'Île-du-Prince-Édouard due à la mauvaise utilisation d’une génératrice,. Un autre homme de 81 ans est porté disparu à Lower Prospect, en Nouvelle-Écosse, emporté dans l'océan selon la GRC. Les pertes assurées au Canada sont estimées à près de 700 millions de dollars américains, ce qui en ferait l'ouragan le plus coûteux de l'histoire du Canada,.

#### Nouvelle-Écosse et Île-du-Prince-Edouard

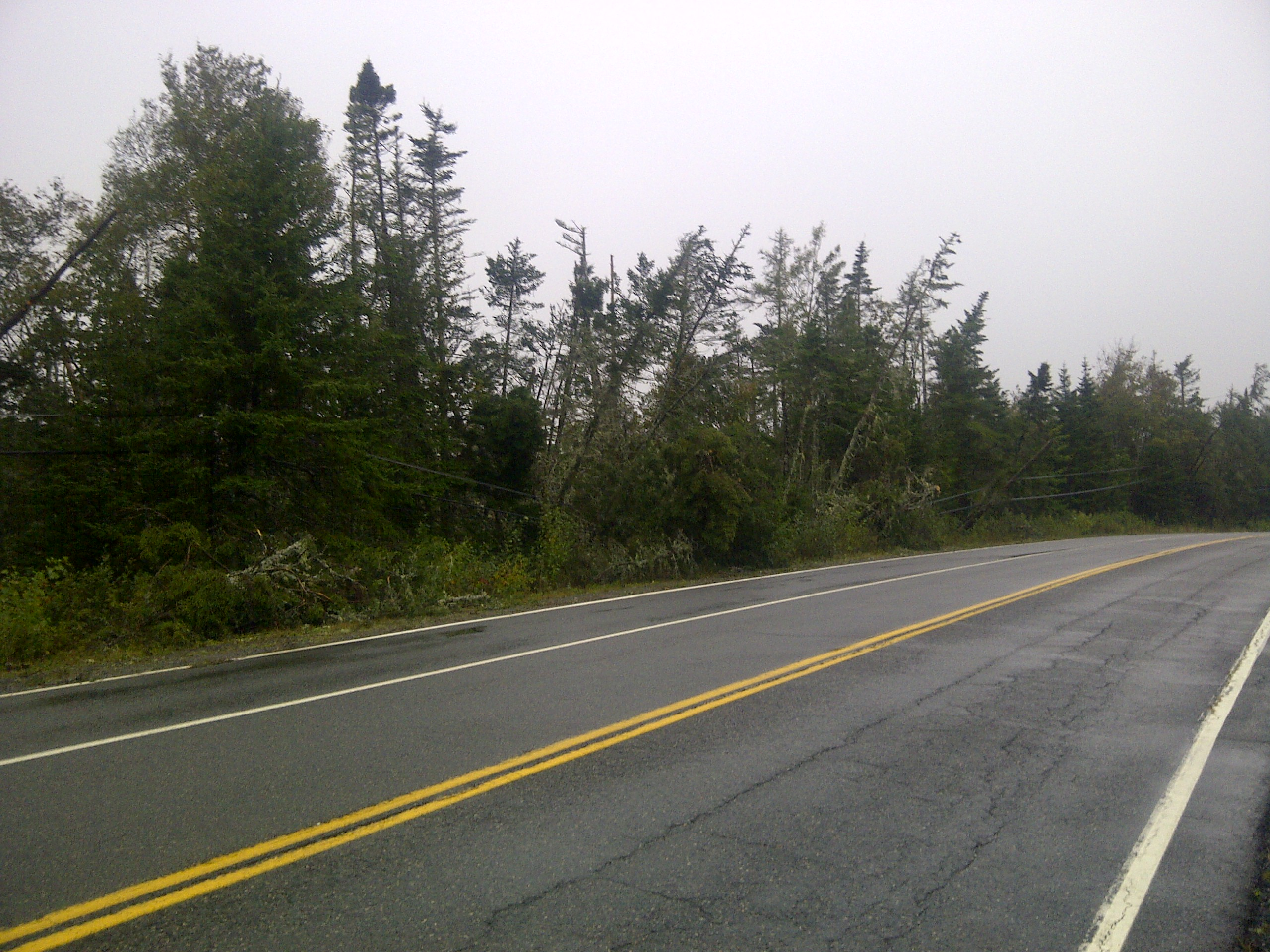
Arbres tombés sur la route 7 en Nouvelle-Écosse.

L'Île-du-Prince-Édouard et le Cap-Breton ont été mis en état d'urgence. Les vents ont causé des pannes d'électricité pour la quasi-totalité des habitants de la Nouvelle-Écosse et de l'île-du-Prince-Edouard, soit environ 500 000 foyers,. Des vagues de 17 m ont été enregistrées au sud de la Nouvelle-Écosse.
De nombreux services municipaux, des institutions et des entreprises ont fermé leurs portes, le pont de la Confédération, ainsi que les ponts McKay et MacDonald à Halifax, ont aussi fermé à cause des vents. Il y a beaucoup d’arbres tombés et des inondations sur les routes.
Selon le directeur général de Victoria Co-operative Fisheries, en Nouvelle-Écosse, il faudra près de deux millions de dollars pour réparer une grosse usine de transformation des fruits de mer à Neils Harbour, au Cap-Breton, dévastée par les vents et l'onde de tempête. De lourds dommages aux bateaux de pêche et aux ports pour petits bateaux ont été signalés au Cap-Breton, dans l'est de la Nouvelle-Écosse et à l'Île-du-Prince-Édouard.

#### Nouveau-Brunswick
De nombreuses routes du sud-est de la province furent inondées. Plusieurs quais étaient inaccessibles en raison du niveau de l’eau, dont le quai de l’Aboiteau à Cap-Pelé. Un peu plus de 59 000 foyers étaient sans électricité.

#### Terre-Neuve-et-Labrador
L'état d'urgence fut déclaré le matin du 24 dans la région de Port-aux-Basques, les autorités ont communiqué avec les résidents de la côte sud pour les encourager à quitter la région. Près d'une centaine de maisons, dont au moins un édifice à logement de deux étages, et des sections de la route ont été emportées par les vagues et des inondations,. Selon une météorologiste du Service météorologique du Canada, la hauteur des vagues devait dépasser celle des maisons de la région et les autorités s’attendaient à enregistrer des niveaux records des vagues de 10 à 15 mètres.
De lourds dommages aux bateaux de pêche et aux ports ont été signalés dans le sud-ouest de Terre-Neuve.

#### Est du Québec
Aux Îles-de-la-Madeleine, des maisons ont été déplacées par les vagues et tout le réseau routier fut fermé. La tenue du vote par anticipation pour l'élections générales québécoises de 2022 le 25 septembre a été annulée dans l'Est du Québec. Une église et plusieurs maisons en construction ont perdu leur toit, arrachés par les rafales. Les marées ont projeté du goémon et du sable de fond de mer au bord des côtes et d'importants amoncellements de roches devront aussi être retirés. Le 25 septembre, un porte-parole de la municipalité a indiqué que les infrastructures municipales n'ont pas subi de dommages majeurs.
À Chandler en Gaspésie, la tempête a eu raison du château Dubuc désaffecté qui s’est complètement effondré sous les assauts de la mer.

## Aide et répercussions

### Réactions politiques
Le ministre de l'Intérieur de France, Gérald Darmanin, a annoncé que l'état de catastrophe naturelle serait reconnu pour la Guadeloupe.
Le président américain Joe Biden a approuvé dimanche le 18 une déclaration d'urgence pour Porto Rico qui autorise l'Agence fédérale de gestion des urgences des États-Unis (FEMA) à coordonner les secours en cas de catastrophe et à fournir des mesures de protection d'urgence. Environ 600 soldats de la Garde nationale furent affectés aux opérations de sauvetage à travers l'île.
Le 19 septembre, le président Luis Abinader de la République dominicaine a déclaré l'état d'urgence dans les 5 provinces du sud-est et dans 3 du nord-est. Il a prévu de visiter celles les plus touchées de La Altagracia, El Seibo et Hato Mayor le 20 septembre.
Le 24 septembre, à la demande des autorités provinciales, le premier ministre canadien a déclaré que l’armée serait envoyée en Nouvelle-Écosse durement touchée et que tout le soutien nécessaire aux autres provinces affectées serait donné. Une centaine de membres des Forces armées canadiennes ont dépêché à l'Île-du-Prince-Édouard pour aider à réaliser les travaux de nettoyage. Le gouvernement fédéral a aussi annoncé qu’il avait reçu et approuvé une demande d'appui de la part de Terre-Neuve-et-Labrador. Le lendemain, la vice-première ministre et ministre de la Sécurité publique du Québec, Geneviève Guilbault, a visité les îles-de-la-Madeleine pour constater les dégâts.

### Porto Rico
Au moins 670 personnes ont été secourues dans les sites touchés à la suite du déluge provoqué par Fiona. Les dommages et les débris laissés par Fiona ont empêché les sauveteurs et les responsables locaux d'entrer dans les zones touchées. Au 22 septembre, 470 personnes et 48 animaux de compagnie restaient dans les refuges. La déclaration de catastrophe de Biden a également permis à la FEMA d'aider les survivants dans 55 municipalités et d'aider le public dans 78 d'entre elles. 7 millions de litres d'eau, 4 millions de plats cuisinés, plus de 215 générateurs, 100 000 bâches entre autres ont été fournis dans quatre entrepôts de Porto Rico.

### Canada
Selon le premier ministre de la Nouvelle-Écosse, Tim Houston, son gouvernement était en pourparlers avec le gouvernement fédéral pour un programme d'aide. Des équipes de monteurs de ligne provenant du Maine (États-Unis), Nouveau-Brunswick, de l'Ontario et du Québec étaient en route dès le 25 septembre pour aider aux efforts de restauration du courant électrique dans la province.
Le 5 octobre, 11 jours après le passage de l'ex-Fiona, plus de 13 000 habitants de l’Île-du-Prince-Édouard et de la Nouvelle-Écosse étaient toujours sans électricité. De nombreuses maisons et entreprises des régions rurales n’avaient également pas accès à l’eau courante, les pompes de leurs puits fonctionnant à l'électricité. Le gouvernement de la Nouvelle-Écosse a demandé plus de soutien aux Forces armées canadiennes.
Le 3 novembre, lors d'une mise à jour du budget 2022-23, la ministre des finances du Canada, Chrystia Freeland, a annoncé la mise de côté de 1,3 milliard$CAN pour la reconstruction dans les provinces atlantiques et l’est du Québec.

## Retrait
Lors de la 45e session annuelle du 29 mars 2023, le comité des cyclones tropicaux de l'Organisation météorologique mondiale (OMM) a officiellement retiré le prénom Fiona de la liste rotative des noms d'ouragans, après les dégâts causés en Guadeloupe, Porto-Rico et l'Est du Canada. Le prénom sera remplacé par Farrah pour la saison de 2028.